# Euscorpius koschewnikowi
Espèce
Synonymes
- Euscorpius carpathicus koschevnikovi Birula, 1900

Euscorpius koschewnikowi est une espèce de scorpions de la famille des Euscorpiidae.

## Distribution
Cette espèce est endémique du Mont-Athos en Grèce.

## Description
Le mâle décrit par Fet et Soleglad en 2002 mesure 34,70 mm et les femelles 43,05 mm et 46,15 mm.

## Systématique et taxinomie
Cette espèce a été décrite par Birula en 1900. Elle est placée en synonymie avec Euscorpius carpathicus par Kinzelbach en 1975. Elle est relevée de sa synonymie et considérée comme sous-espèce d'Euscorpius carpathicus par Fet, Sissom, Lowe et Braunwalder en 2000. Elle est élevée au rang d'espèce par Fet et Soleglad en 2002.

## Étymologie
Cette espèce est nommée en l'honneur de Grigori Kojevnikov.

## Publication originale
- Birula, 1900 : Scorpiones mediterranei Musei Zoologici mosquensis. Izvestiya Imperatorskogo Obshchestva Lyubitelei Prirody, Istorii, Antropologii i Etnografii, vol. 98, no 3, p. 8-20.